# Laudelino Cubino
Laudelino Cubino González (Béjar, Salamanca, 31 de maio de 1963), também conhecido como Lale Cubino, é um exciclista espanhol, profissional entre os anos 1986 e 1996, durante os quais conseguiu 35 vitórias.
Cubino era um especialista na alta montanha. Davam-se-lhe especialmente bem as etapas disputadas nos Pirenéus, onde chegou a ganhar em duas ocasiões a etapa que chegava a Luz-Ardiden, uma na Volta e outra no Tour. Cubino conseguiu triunfos de etapa nas três Grandes Voltas.
Na Volta a Espanha, sua melhor posição na geral foi a terceira praça conseguida em 1993. Ademais, foi 4.º em 1988 e 6.º em 1992.
Durante a sua carreira profissional, passou vários meses em cinza por culpa das lesões, especialmente nos joelhos.
Depois de retirar-se do ciclismo profissional, Cubino passou a dirigir um complexo hoteleiro no município de Vallejera de Riofrío, junto a sua localidade natal..
Em 2017 converteu-se em director desportivo do conjunto Equipa Bolívia.

## Palmarés
| - 1986 - Clássica dos Portos - 1 etapa do Tour de l'Avenir - 1987 - 1 etapa da Volta a Espanha - 1988 - Volta a Três Cantos, mais 1 etapa - Clássica dos Portos - 1 etapa do Tour de France - 1 etapa da Volta a Burgos - 1 etapa dos Volta aos Vales Mineiros - 1989 - Volta aos Vales Mineiros, mais 1 etapa - 1 etapa da Volta às Astúrias - 1 etapa da Volta a Galiza - 1990 - Campeonato da Espanha em Estrada - Subida ao Naranco - Volta à Catalunha - 1 etapa da Volta a Galiza | - 1991 - 1 etapa da Volta a Espanha - 1 etapa do Dauphiné Libéré - 1 etapa da Volta à Colômbia - 1992 - 1 etapa da Volta a Espanha - 1 etapa da Volta a Múrcia - 1 etapa do Dauphiné Libéré - 1993 - Volta a Burgos, mais 1 etapa - 1 etapa da Volta a Aragão - 1994 - 1 etapa do Giro d'Italia - Volta a Galiza, mais 1 etapa - 1 etapa da Volta a Burgos - 1995 - 1 etapa do Giro d'Italia - 1 etapa da Volta à La Rioja - 1996 - 1 etapa da Volta à Colômbia |

## Resultados em Grandes Voltas e Campeonato do Mundo
| Corrida            | 1986 | 1987 | 1988 | 1989 | 1990 | 1991 | 1992 | 1993 | 1994 | 1995 | 1996 |
| ------------------ | ---- | ---- | ---- | ---- | ---- | ---- | ---- | ---- | ---- | ---- | ---- |
| Giro d'Italia      | -    | -    | -    | -    | -    | -    | -    | -    | Ab.  | 40.º | -    |
| Tour de France     | -    | Ab.  | 13.º | Ab.  | -    | -    | Ab.  | 42.º | Ab.  | 27.º | Ab.  |
| Volta a Espanha    | -    | Ab.  | 4.º  | -    | -    | 15.º | 6.º  | 3.º  | Ab.  | -    | -    |
| Mundial em Estrada | -    | -    | -    | -    | 40.º | -    | -    | -    | 8.º  | -    | -    |

## Equipas
- Zor (1986)
- BH (1987-1990)
- Amaya Seguros (1991-1993)
- Kelme (1994-1996)